# Абдул-Азиз ибн Маджид Аль Сауд
Абдул-Азиз ибн Маджид (араб. عبد العزيز بن ماجد بن عبد العزيز آل سعود ‎; род. 1960 Джидда) — член королевской семьи Саудовской Аравии, эмир округа Медина.

## Биография
Родился в Джидде в 1960 году. Отец Абдул-Азиза — Маджид ибн Абдул-Азиз Аль Сауд, сын основателя Саудовской Аравии Ибн Сауда и брат Саттама Аль Сауда. У Абдул-Азиза ибн Маджида есть старший брат — принц Мишааль (род. 1957) — и пятеро сестёр.
Абдул-Азиз ибн Маджид окончил Университет нефтяных и минеральных ресурсов имени короля Фахда.
Являлся заместителем эмира округа Эль-Касим. В этой должности он находился до октября 2005 года, когда был назначен эмиром округ Медина. В 2009 году был переназначен на ту же должность. 14 января 2013 года Абдул-Азиза ибн Маджида заменил на посту эмира Медины Фейсал ибн Салман.
Также Абдул-Азиз ибн Маджид является вице-председателем общества Маджид, которое было основано его отцом в 1998 году для благотворительных целей.

## Личная жизнь
Женат на принцессе Нухе, дочери Сауда ибн Абдул-Мухсина. У них четверо детей, три мальчика и одна девочка.